# NGC 4846
NGC 4846 is een balkspiraalstelsel in het sterrenbeeld Jachthonden. Het hemelobject werd op 11 maart 1831 ontdekt door de Britse astronoom John Herschel.

## Synoniemen
- UGC 8079
- IRAS 12554+3637
- MCG 6-29-2
- KUG 1255+366
- ZWG 188.32
- KARA 561
- ZWG 189.4
- PGC 44362